# Simmental (race bovine)
Pour les articles homonymes, voir Simmental (homonymie).
La simmental   est une race bovine suisse.

## Origine
La simmental est originaire de l'Oberland bernois. Elle appartient au rameau pie rouge des montagnes. Son livre généalogique a été créé en 1806, dans le canton de Berne. Ces vaches étaient alors très recherchées pour leur croissance rapide, leur excellent niveau de production laitière et fromagère, et leur qualité de bêtes de force. C'est la race alpine de la Suisse occidentale. Elle est nommée en Allemagne et Autriche la fleckvieh ou en Italie la razzeta d'Oropa. Les vaches d'origine simmental seraient de 40 à 60 millions à travers le monde. Certains textes font état d'exportations vers l'Italie dès le XVe siècle. Au cours du XIXe siècle, elle a été introduite dans toute l'Europe de l'Est, jusqu'à la Russie des tsars. L'Amérique du Sud suivit dès les années 1920. Ce n'est qu'en 1967 que la simmental arriva aux États-Unis.
C'est la vallée de la Simme (Simmental) en Suisse qui a donné son nom à cette race, Simme étant le nom de la rivière parcourant la vallée et tal mot allemand pour « vallée ». Cette vallée alpine est caractérisée par l'élevage de cette race : la simmental. La race est très bien adaptée aux exigences montagneuses et toutes les fermes de cette vallée travaillaient pour exporter la production fromagère d'emmenthal ce qui fit la renommée de la race.
En France, un Herd Book (Livre généalogique) a été ouvert en 1930 à Dijon sous le nom de Tachetée de l'Est. La race se développe beaucoup dans les exploitations de polyculture élevage, passant de 4400 animaux inscrits en 1930 à 761 000 en 1941. La race atteint son apogée en France après la guerre avec pratiquement 500 000 vaches, elle se situe alors juste derrière la race Normande. Puis c'est en 1960 que la race change de nom et devient la Pie Rouge de l'Est. Mais la spécialisation de l'agriculture (quotas laitier et intensification) lui sera presque fatale (en 1989 seulement 10 145 vaches étaient suivies par le contrôle laitier). Et sa renaissance arrive dans les années 1990, où les races spécialisées montrent leurs limites dans une conjoncture agricole qui a changé. Depuis le nombre de vaches inscrites au contrôle de performances augmente régulièrement et alors que les grandes races spécialisées perdent régulièrement des effectifs, la Simmental française se développe pour atteindre 15 476 vaches au contrôle laitier en 2019.

## Morphologie

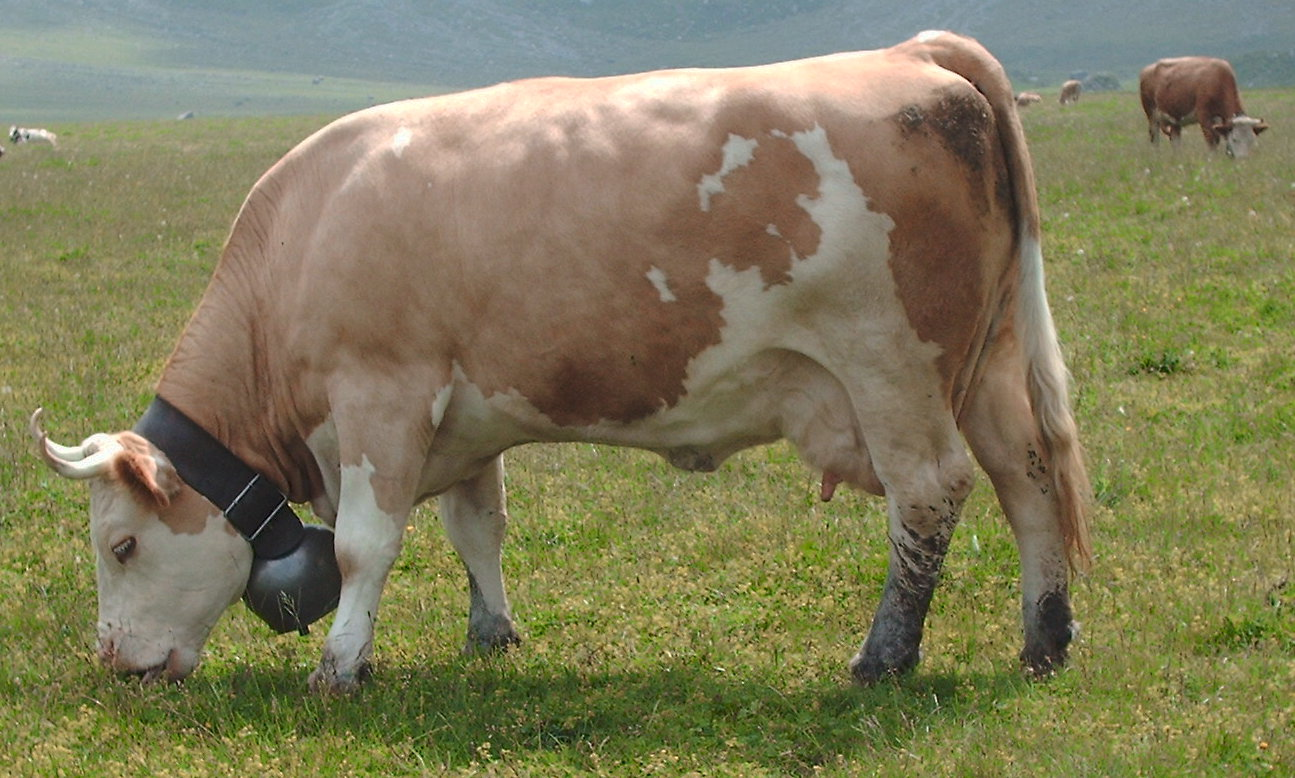
Vache Simmental de type ancien.

Elle porte une robe pie rouge plus ou moins foncée, allant du froment au rouge sombre. La répartition comprend une dominante rouge, avec la tête et les membres majoritairement blancs. Ses cornes sont blanches à bouts légèrement foncés, implantées haut et relevées. Ses muqueuses sont roses. Elle mesure 1,40 mètre au garrot, est dotée d'un bassin large, de bonnes cuisses bien développées, plantée sur des membres solides. Son poids moyen se situe autour des 700 kg. 
- Le type correspond à une race mixte à robe rouge plus ou moins pâle, aux cuisses musclées et franchement mixte. Elle possède une mamelle fonctionnelle, mais sans volume lui permettant de se déplacer facilement au pâturage.

## Aptitudes
C'est une ancienne race à usage multiple : traction, lait et viande. Elle est devenue mixte avec la mécanisation des campagnes et tend à devenir de plus en plus laitière depuis l'introduction de semence étrangère. Elle donne une production moyenne de l'ordre de 5 100 kg de lait par lactation. Un noyau de passionnés garde la race originale intacte. À terme, une séparation des livres généalogiques n'est pas à exclure.
C'est la race d'alpage par excellence en Suisse occidentale. Elle passe l'hiver à l'étable, puis utilise ses qualités de bonne marcheuse pour utiliser la richesse des pâturages d'altitude où elle passe tout l'été en plein air jusqu'à 2 000 mètres d'altitude. Ce système donne un lait riche, apte à la fabrication de fromages, dont les plus connus sont le gruyère, le comté et l'emmental. En France, la Simmental se retrouve dans un grand nombre d'AOC tel que le comté, l'emmental, l'époisses, le langres, ou le laguiole. Elle est appréciée aussi dans les élevages de type allaitant pour ses qualités maternelles.

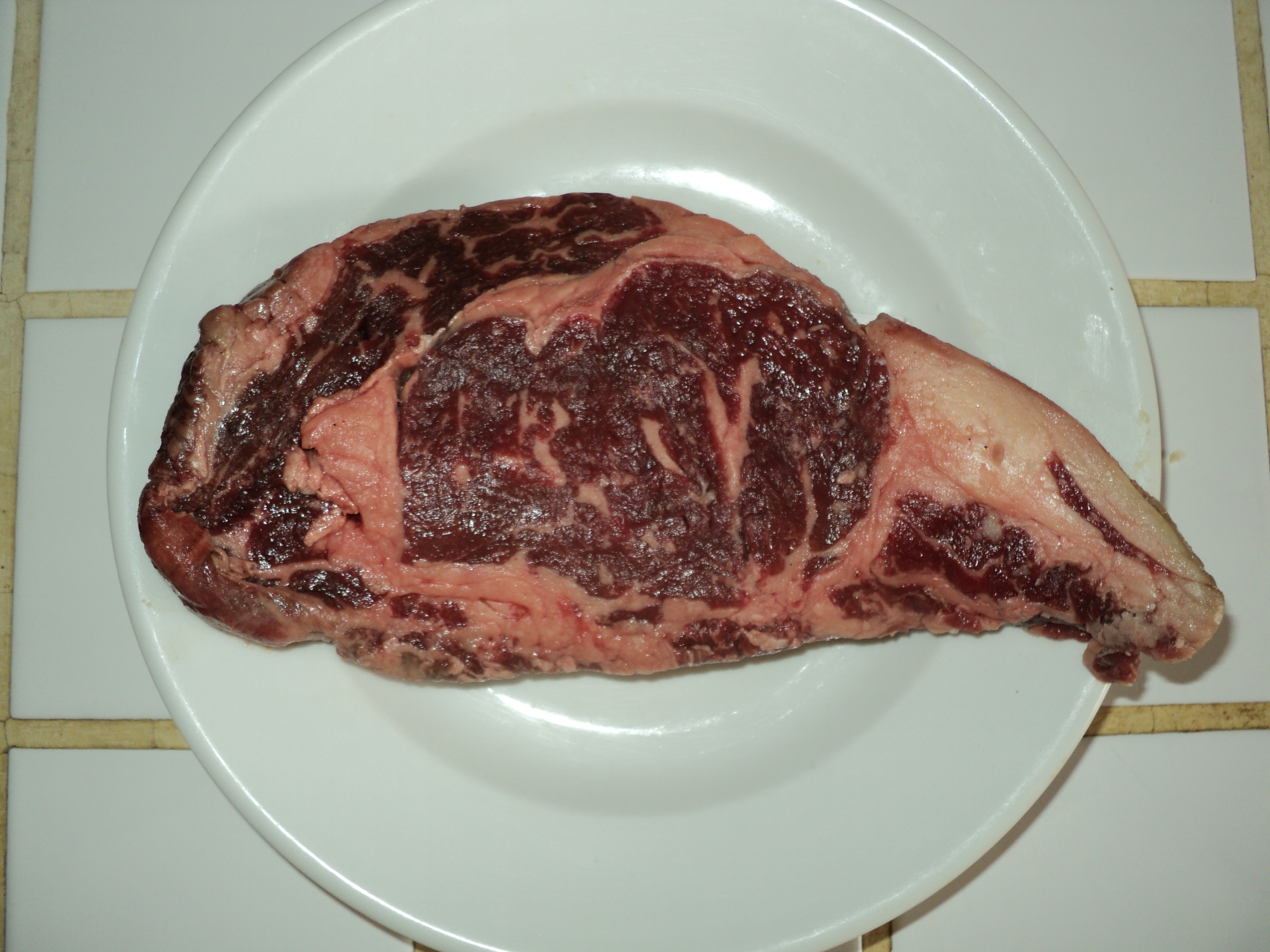
Une entrecôte de simmental

C'est une excellente race fromagère pour tous types de fromages dont l'emmental, qui a permis de mieux la faire connaître dans le monde. Sa viande est aussi appréciée : elle est particulièrement grasse, marbrée et fondante.
Ce sont ses qualités de rusticité, d'adaptation aux conditions de montagne et surtout ses qualités intrinsèques laitières avec un taux butyreux de 40 ‰ et un taux azoté de 35 ‰ qui donnent un intérêt majeur pour la production fromagère, quels que soient les fromages. L'objectif recherché de la race étant de rester dans cette fourchette de taux. À cet effet, beaucoup d'AOP obligent une alimentation à base de foin et interdisent souvent les ensilages, enrubannages et aliments industriels pour éviter un taux butyreux trop élevé qui nécessiterait un écrémage mécanique, et une altération de goût.
Lorsqu'elle n'est pas utilisée pour le lait, elle est utilisée, pour des raisons de rusticité, comme mère à veaux en croisement avec des races bouchères. Pour pallier le peu de fourrage, les individus sont sélectionnés sur leur carrure et la capacité laitière est exclusivement laissée à la prise de poids rapide des veaux.